# Первенство России по шахматам среди мальчиков и девочек до 8 лет
Первенство РФ по шахматам среди мальчиков и девочек до 9 лет проводится с 2001 года с целью популяризации шахмат среди дошкольников и школьников России, выявления сильнейших юных шахматистов в возрасте до 9 лет.
По итогам соревнования сильнейшие юные шахматисты получают право играть в финале первенства России до 11 лет. Победители же попадают на чемпионат мира среди мальчиков и девочек до 8 лет.
С 2013 года названия возрастной категории изменено (вместо «до восьми лет» стало «до девяти лет»), при этом правила допуска участников по возрасту остались прежними.

## Победители Первенств РФ по шахматам среди мальчиков и девочек до 9 лет
| №  | Дата проведения  | Город    | Чемпион                  | Результат            | Чемпионка             | Результат             |
| -- | ---------------- | -------- | ------------------------ | -------------------- | --------------------- | --------------------- |
| 1  | 2001             | Кострома | Санан Сюгиров            | 8½ из 9              | Дарья Ефремова        | 8 из 9                |
| 2  | 2002             | Кострома | Дарья Пустовойтова       | 8 из 9               | Дина Баженова         | 8½ из 9               |
| 3  | 2003             | Кострома | Константин Никологорский | 8 из 9               | Диана Самигуллина     | 8 из 9                |
| 4  | 2004             | Кострома | Дмитрий Гордиевский      | 8½ из 9              | Кристина Колесникова  | 8 из 9                |
| 5  | 2005             | Кострома | Григорий Опарин          | 8½ из 9              | Марина Ерыкалова      | 7½ из 9               |
| 6  | 2006             | Кострома | Темирлан Балтабаев       | 8 из 9               | Евгения Колокольцова  | 8 из 9                |
| 7  | 25 — 30 мая 2007 | Кострома | Максим Синянский         | 9 из 9 (+9 −0 =0)    | Анна Васенина         | 9 из 9 (+9 −0 =0)     |
| 8  | 26 — 30 мая 2008 | Кострома | Алексей Сарана           | 8½ из 9 (+8 −0 =1)   | Ирина Галстян         | 8½ из 9 (+8 −0 =1)    |
| 9  | 26 — 30 мая 2009 | Кострома | Антон Приползин          | 8½ из 9 (+8 −0 =1)   | Александра Оболенцева | 8 из 9 (+7 −0 =2)     |
| 10 | 26 — 30 мая 2010 | Кострома | Егор Седых               | 8½ из 9 (+8 −0 =1)   | Екатерина Гольцева    | 8 из 9 (+8 −1 =0)     |
| 11 | 24 — 30 мая 2011 | Кострома | Матвей Пак               | 10 из 11 (+10 −1 =0) | Елизавета Соложенкина | 10 из 11 (+10 −1 =0)  |
| 12 | 23 — 28 мая 2012 | Кострома | Валерий Скачков          | 10 из 11 (+10 −1 =0) | Таисия Терёшечкина    | 10½ из 11 (+10 −0 =1) |
| 13 | 25 — 30 мая 2013 | Кострома | Александр Катаев         | 10 из 11 (+10 −0 =2) | Галина Мироненко      | 10 из 11 (+10 −1 =0)  |
| 14 | 24 — 30 мая 2014 | Кострома | Илья Маковеев            | 11 из 11 (+11 −0 =0) | Екатерина Федоричева  | 9 из 11 (+7 −0 =4)    |
| 15 | 24 — 31 мая 2015 | Кострома | Александр Порошин        | 10 из 11 (+10 −1 =0) | Ирина Полято          | 9½ из 11 (+9 −1 =1)   |
| 16 | 24 — 31 мая 2016 | Кострома | Никита Фомин             | 10 из 11 (+10 −1 =0) | Александра Шведова    | 10½ из 11 (+10 −0 =1) |
| 17 | 25 — 30 мая 2017 | Кострома | Савва Ветохин            | 10 из 11 (+9 −0 =2)  | Олеся Федорова        | 9½ из 11 (+8 −0 =3)   |
| 18 | 2018             | Кострома | Александр Усов           | 10½ из 11            | Лилия Антонова        | 9½ из 11              |
| 19 | 2019             | Кострома | Прохор Москвинов         | 10 из 11             | Ксения Асаченко       | 9½ из 11              |
| 20 | 2021             | Кострома | Николай Клейменов        | 11 из 11             | Аделина Абасова       | 9 из 11               |
| 21 | 25 — 30 мая 2022 | Кострома | Роман Шогджиев           | 10 из 11 (+10 −1 =0) | Софья Кокарева        | 10½ из 11             |
| 22 | 25 — 30 мая 2023 | Кострома | Роман Шогджиев           | 10 из 11 (+10 −1 =0) | Сегодняева Александра | 10 из 11 (+10 −0 =2)  |
| 23 | 24 — 30 мая 2024 | Кострома | Архип Морозов            | 9½ из 11 (+9 −1 =1)  | Екатерина Сивкова     | 9½ из 11 (+9 −1 =1)   |
| 24 | 23 — 29 мая 2025 | Кострома | Федор Сидельников        | 9½ из 11 (+9 −1 =1)  | Виталина Кондрова     | 9½ из 11 (+9 −1 =1)   |